# Paranotus deiopeia
Paranotus deiopeia är en insektsart som beskrevs av Rauno E. Linnavuori 1973. Paranotus deiopeia ingår i släktet Paranotus och familjen Flatidae. Inga underarter finns listade i Catalogue of Life.